# Pliska
Pliska (bulgarsk: Плиска [ˈpliskɐ], oldkirkeslavisk: Пльсковъ) var den første hovedstad i det første bulgarske rige i middelalderen og er nu en lille by i Shumen provinsen på Ludogorie plateauet på Donausletten 20. km nordøst for provinshovedstaden Shumen.
Pliska var Bulgariens første hovedstad, og ifølge legenden grundlagt af Asparuh af Bulgarien i slutningen af det 7. århundrede; denne legende er ikke arkæologisk begrundet. Stedet var oprindeligt en lejr, med de første teltformede bygninger ved Pliska af usikker dato.  Den tidligste påviste bebyggelse er fra det 9. århundrede, og påstande om at stedet stammer fra senantikken er blevet anfægtet.
I begyndelsen af det 9. århundrede var Pliska omgivet af en forsvarsmur og havde et areal på 2.300 hektar og blev yderligere omgivet af en 21 km lang ydre jordvold med stenbeklædning. Efter at den byzantinske hær plyndrede og brændte Pliska i 811, ledet af kejser Nikephoros I ( r. 802–811 ), blev byen genopbygget af Omurtag ( r. 814–831 ), der brugte spolia fra nærliggende romerske bygninger og brugte senromersk-inspirerede retlinede og basilikaplaner i arkitekturen af hans nye kvaderstenspalads, som stammede fra senantik -prototyper som Diocletians palads i Split, Kroatien .  Da Boris I ( r. 852–889 ) konverteret til kristendommen i 864, blev de religiøse bygninger i Pliska tilpasset til kristen brug, og det var efter dette tidspunkt, at den store basilika blev bygget sammen med et kloster, der var knyttet til den. Klosteret var hjemsted for disciple af Kyrillos og Methodius. 
Efter at zaren Simeon I grundlagde sin nye hovedstad i Preslav, blev Pliska langsomt forladt. Pliska blev erobret i begyndelsen af det 2. årtusinde af Theodorokanos og Nikephoros Xiphias under kejser Basil 2.s felttog (960-1025), som afsluttede det første bulgarske rige. 

## Galleri
- Den store Basilica i Pliska
- Ruiner af kongepaladset
- Porten til slottet
- Den store Basilica
- Monument for Boris I
- Pliska, plan over paladskomplekset.